# Шатобриан, Франсуа Рене де
Франсуа́ Рене́ де Шатобриа́н (фр. François-René, vicomte de Chateaubriand; 4 сентября 1768[…], Сен-Мало, Королевство Франция — 4 июля 1848[…], бывший 10-й округ Парижа) — французский писатель, политик и дипломат, ультрароялист, виконт, пэр Франции, консерватор, один из первых представителей романтизма.

## Биография
Родился в 1768 году в бретонской дворянской семье. Учился в коллеже в городе Доль, затем в Ренне и Динане. Его юные годы прошли в родовом замке Комбур (Combourg). После смерти отца в 1786 году уехал в Париж, где поступил на службу в Наваррский полк.
В 1791 году совершил путешествие в Северную Америку. Возвратился во Францию на пике Великой французской революции. В конце марта 1792 года Шатобриан женился на семнадцатилетней Селесте де ла Винь-Бюиссон, дочери арматора из Сен-Мало (брак был бездетен). 15 июля 1792 года в сопровождении своего брата Шатобриан покинул Францию и эмигрировал в Кобленц. Там он вступил в ряды роялистских войск («армия принцев») и принял участие в осаде Тионвилля. Оправляясь после ранения, добрался до Англии, где провёл семь лет, с 1793 по 1800 год. В Англии он написал и опубликовал «Опыт о революциях» (1797), в котором негативно оценил революционные события во Франции.
Вернувшись в 1800 году во Францию по наполеоновской амнистии, он опубликовал основанный на американских впечатлениях роман «Атала, или Любовь двух дикарей в пустыне» (1801), повесть «Рене, или Следствия страстей» (1802) и философский трактат «Гений христианства» (1802). Последний явился вдохновенной апологией христианства, не догматической или богословской, а поэтической попыткой показать, «что из всех существовавших религий, христианская — самая поэтичная, самая человечная, самая благоприятная свободе, искусствам и наукам; современный мир обязан ей всем, от земледелия до абстрактных наук, от больниц для бедных до храмов, воздвигнутых Микеланджело и украшенных Рафаэлем; … она покровительствует гению, очищает вкус, развивает благородные страсти, даёт мысли силу, сообщает писателю прекрасные формы и художнику совершенные образцы».
В 1803 году Шатобриан по приглашению Наполеона стал 1-м секретарём французского посольства в Риме, однако после расстрела герцога Энгиенского демонстративно вышел в отставку.
В 1803—1804 — поверенный в делах республики в швейцарском кантоне Вале.
В 1811 году он был избран членом Французской академии.
В 1809 году вышел в свет его роман «Мученики», развивавший идеи «Гения христианства» и повествующий о первых христианах. Для написания романа Шатобриан совершил путешествие по Греции и Ближнему Востоку.
После отречения Наполеона и вступления в Париж войск союзников, Шатобриан 5 апреля 1814 года выпустил памфлет, написанный ещё до свержения императора, который носил название «О Буонапарте и Бурбонах и о необходимости поддержать наших законных государей ради благоденствия Франции и всей Европы». Брошюра имела большой успех, и за два месяца было продано 16 000 её экземпляров. Сам Людовик XVIII неоднократно повторял, что эта брошюра «принесла ему больше пользы, чем стотысячная армия».
После реставрации Бурбонов, в 1815 году, Шатобриан стал пэром Франции. Сотрудничал в газете «Conservateur». Шатобриан был одним из немногих ультрароялистов (крайних сторонников монархии), кто искренне принял хартию 1814 года, исходя из невозможности восстановления дореволюционных порядков. В 1820 году был командирован на конгресс в Вероне, где настаивал на совместном подавлении якобинских и анархических волнений в Испании. В этом вопросе он встретил упорное сопротивление представителей Великобритании. Именно Шатобриан, и в этой именно связи, нарёк Британию коварным Альбионом.

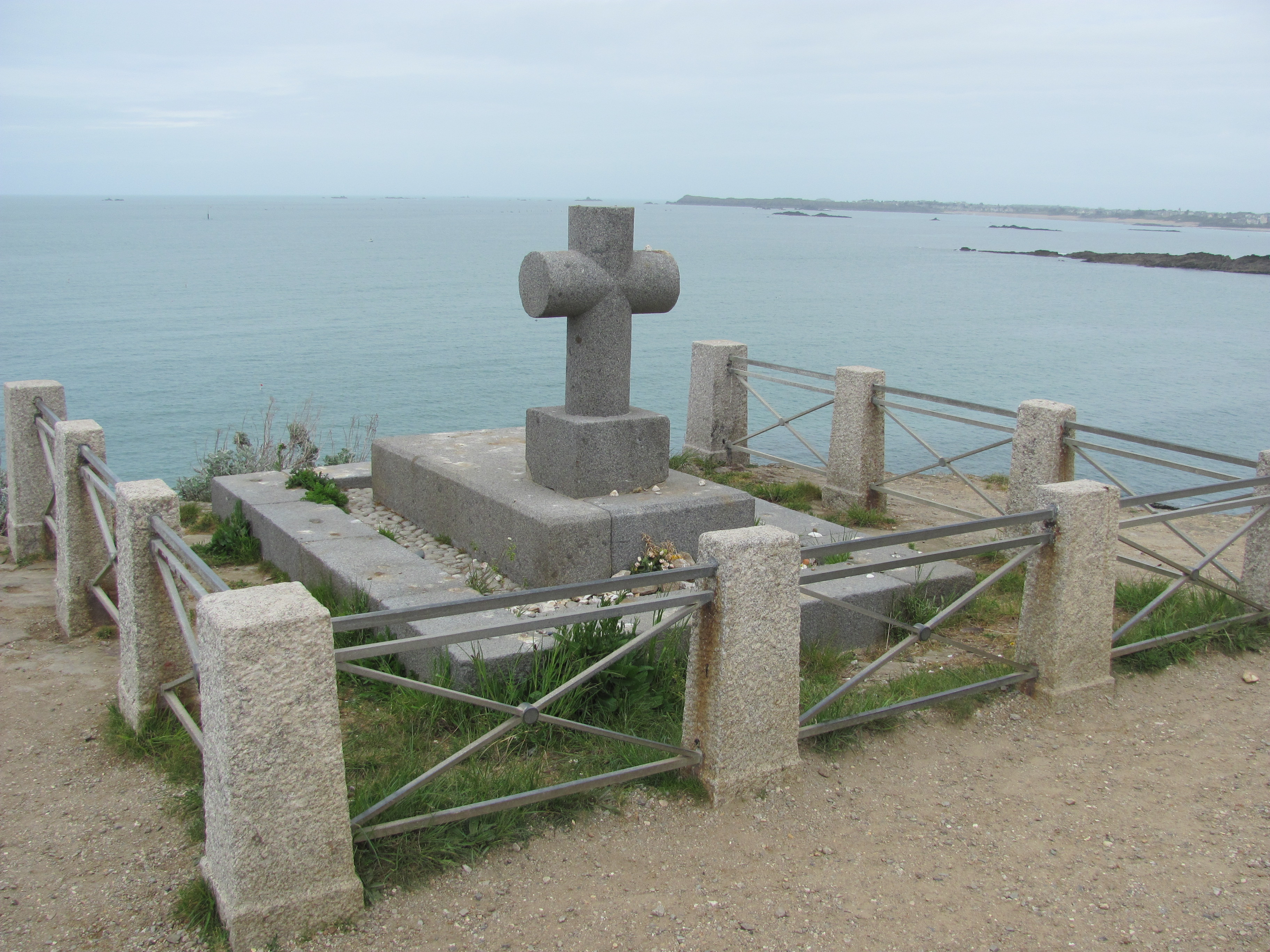
Могила Шатобриана в Сен-Мало

После Вероны был послом в Берлине (1821), Лондоне (1822) и Риме (1829), в 1823—1824 годах был министром иностранных дел. В 1830 году, после Июльской революции, приведшей к падению старшей линии Бурбонов, поэт окончательно вышел в отставку. Умер 4 июля 1848 года в Париже.
После смерти были изданы его воспоминания — «Замогильные записки», один из самых значительных образцов мемуарного жанра.

## Творчество

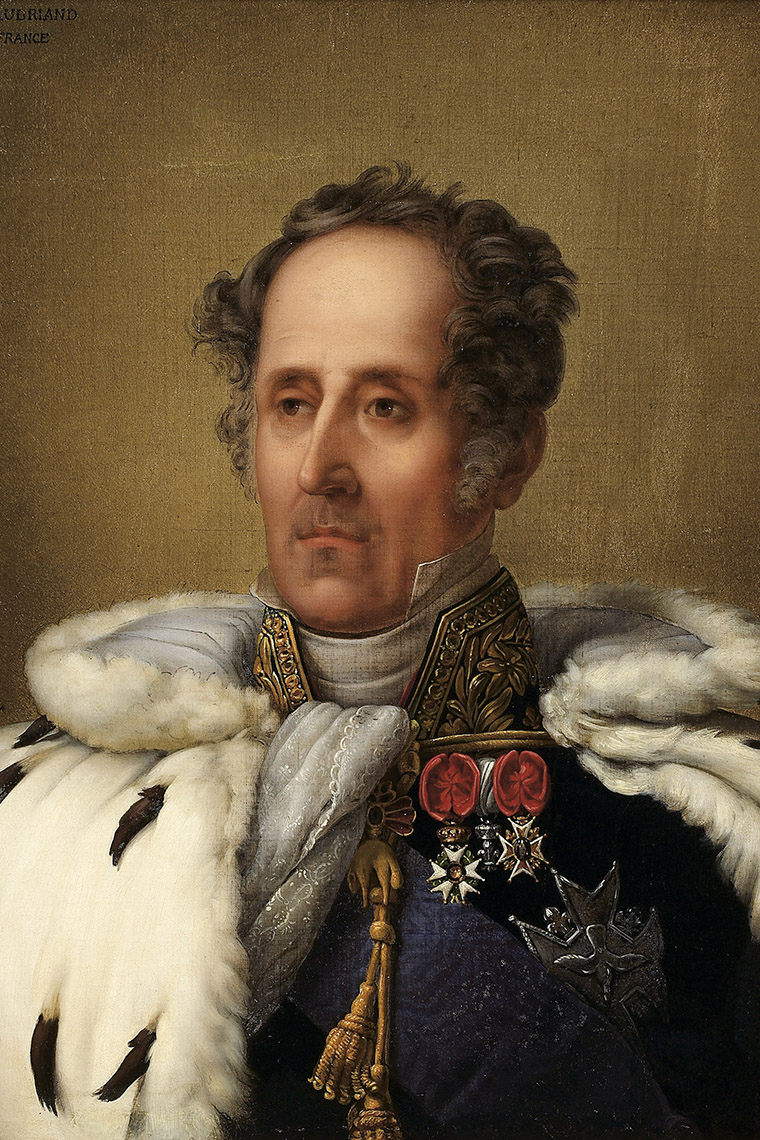
Пьер-Луи Делаваль. Франсуа Рене де Шатобриан (парадный портрет), 1828

Центральным романом в творчестве Шатобриана является «Апология христианства». «Атала» и «Рене», по замыслу автора, являлись иллюстрациями к «Апологии».
«Атала» — это роман о «любви двух влюблённых, шествующих по пустынным местам и беседующих друг с другом». В романе используются новые способы выразительности — чувства героев автор передаёт через описания природы — то равнодушно величавой, то грозной и смертоносной.
Параллельно в этом романе автор полемизирует с теорией «естественного человека» Руссо: герои Шатобриана, дикари Северной Америки, свирепые и жестокие по своей природе, превращаются в мирных поселян, только столкнувшись с христианской цивилизацией.
В честь главной героини романа «Атала» назван астероид (152) Атала, открытый в 1875 году, а в честь другой героини повести, Келуты, назван астероид (186) Келута, открытый этими же астрономами в 1878 году.
В «Рене, или Следствиях страстей» впервые во французской литературе выведен образ героя-страдальца, французского Вертера. «Юноша, полный страстей, сидящий у кратера вулкана и оплакивающий смертных, жилища которых он едва различает… эта картина даёт вам изображение его характера и его жизни: точно так, в течение моей жизни я имел перед глазами создание необъятное и вместе неощутимое, а рядом с собой зияющую пропасть…»
Влияние Шатобриана на французскую литературу огромно; оно с равной силой охватывает содержание и форму, определяя дальнейшее литературное движение в разнообразнейших его проявлениях. Романтизм почти во всех своих элементах — от разочарованного героя до любви к природе, от исторических картин до яркости языка — коренится в нём; Альфред де Виньи и Виктор Гюго подготовлены им.
В России творчество Шатобриана было популярно в начале XIX века, его высоко ценили К. Н. Батюшков и А. С. Пушкин. В библиотеке Пушкина хранилось 26-томное брюссельское издание Шатобриана (1826—1832), все тома с художественными произведениями разрезаны. У Пушкина присутствует семнадцать упоминаний о Шатобриане (кроме посвящённой ему статьи). М. Горький открыл свою серию книг «История молодого человека» повестью Шатобриана «Рене». В советский период Шатобриан официально был отнесён к «реакционному романтизму», его произведения не переиздавались и не изучались до 1982 года, когда отрывки из «Гения христианства» были напечатаны в сборнике «Эстетика раннего французского романтизма» (переводчик В. А. Мильчина).
Ему принадлежит так называемый Парадокс китайского мандарина.

## Библиография

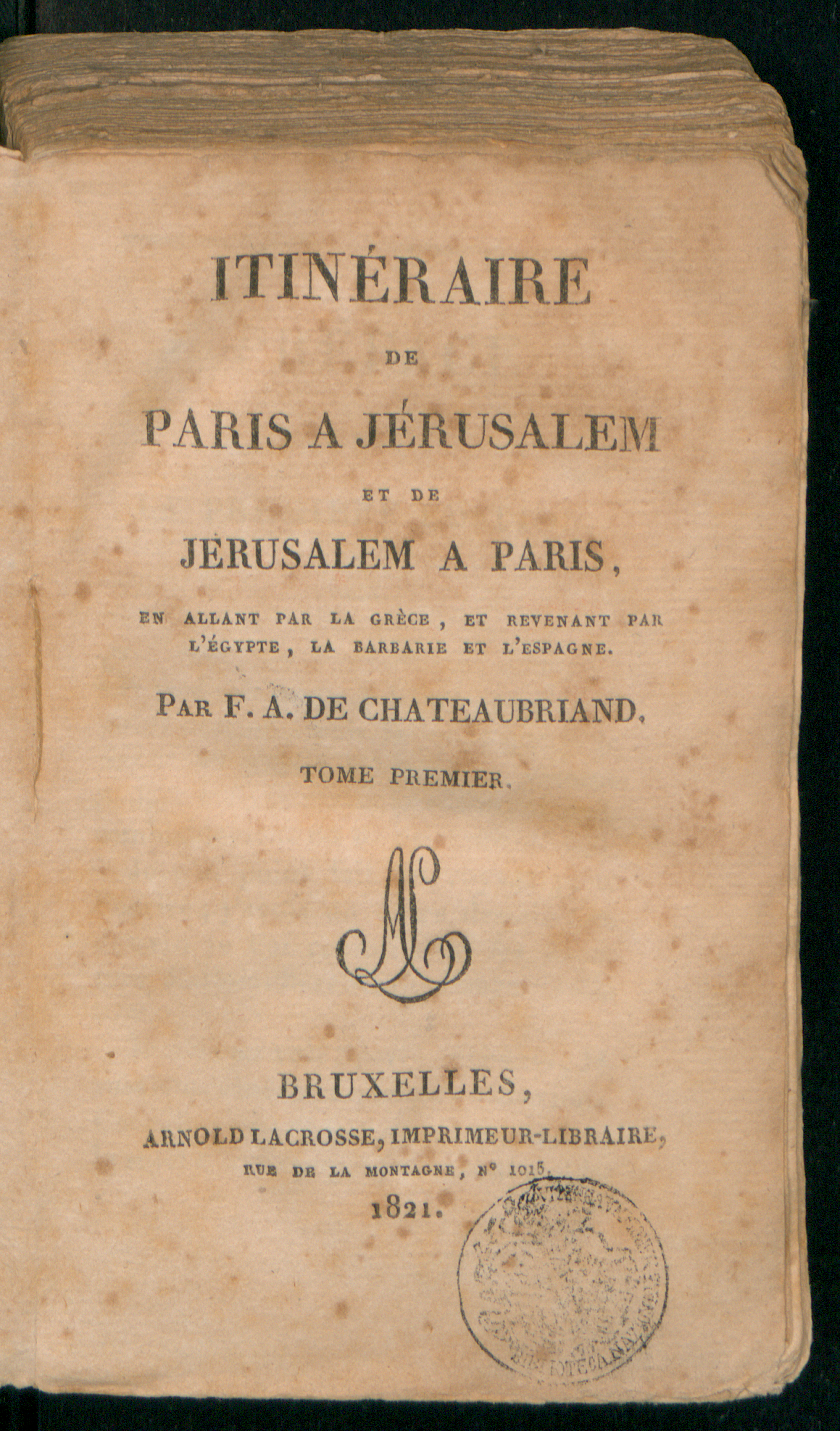
Itinéraire de Paris à Jérusalem et de Jérusalem à Paris, 1821

### Русские переводы
- Ф. А. Шатобриан. Мученики или Торжество христианской веры. Пер. А. Корнелиус. Ч. 1-3. СПб., 1816.
- [В кн.:] Французская новелла XIX в. М.; Л., 1959. Т. 1;
- [В кн.:] Французская романтическая повесть. Л., 1982;
- [В кн.:] Эстетика раннего французского романтизма. М., 1982
- Шатобриан Ф. Р. де. Замогильные записки. — М., 1995

## Образ в кинематографе
- «Шатобриан» — художественный фильм (Франция, 2010), реж. Пьер Акнин, в главной роли Фредерик Дифенталь.

## Награды
- Орден Почётного легиона, офицер (19.08.1823)
- Орден Святого Духа (1823)
- Орден Святого Михаила (1823)
- Орден Святого Людовика, большой крест (05.08.1814)
- Орден Святого Гроба Господнего Иерусалимского (1828)
- Мальтийский орден (1789)
- Орден Золотого руна (Испания, 04.12.1823)
- Орден Карлоса III, большой крест (Испания, 21.11.1823)
- Орден Христа, большой крест (Португалия, 13.11.1823)
- Орден Чёрного орла (Пруссия, 24.12.1823)
- Орден «Pour le Mérite für Wissenschaften und Künste» (Пруссия, 1842)
- Орден Святого апостола Андрея Первозванного (Россия, 24.11.1823)
- Орден Святого Александра Невского (Россия, 24.11.1823)[16]
- Высший орден Святого Благовещения (Сардинское королевство, 14.02.1824)